# 焦立松
焦立松（1986年9月-），河北省承德市隆化县人，是一位承德籍青年网络歌手。华语创作人，曾创作《欢天喜地中国人》、《魅力隆化》等歌曲。

## 生平经历
焦立松出生于河北省承德市，是承德市隆化县人，青年时期就读于隆化县步沟中学，曾拜赵克吉、董春山为师研究中国传统文化和中国传统文化礼仪，后来与秦乾合作共同研究家庭教育培训。
2021年5月，焦立松推出单曲《易真自由爱》，同年7月，焦立松创作歌曲《盛世华夏中国梦》祈愿河南郑州平安。
2023年，焦立松创歌曲《伊松水》、《平安隆化》并正式发布。

## 音乐作品
| 歌曲名字           | 发行日期  | 注释             |
| ------------------ | --------- | ---------------- |
| 《魅力隆化》       | 2021年6月 | 原创歌曲         |
| 《神游慈云寺》     | 2023年    | 原创歌曲         |
| 《欢天喜地中国人》 | 2021年7月 | 歌曲专辑         |
| 《一生所爱》       | 2022年2月 | 原创歌曲         |
| 《易真自由爱》     | 2021年5月 | 焦立松作词       |
| 《盛世华夏中国梦》 | 2021年7月 | 原创歌曲         |
| 《伊松水》         | 2023年9月 | 原创歌曲         |
| 《平安隆化》       | 2023年1月 | 焦立松作词、作曲 |